# آدلینا زاگیدولیننا
آدلینا زاگیدولیننا (روسی: Аделина Рустемовна Загидуллина؛ زادهٔ ۱۳ ژانویهٔ ۱۹۹۳) شمشیرباز اهل روسیه است.